# Trallpunk
Trallpunk (со швед. — «мелодичный панк») — поджанр панк-музыки, появившегося в Швеции. Он известен своим быстрым барабанным ритмом, мелодичным звуком, и часто политически и социально ориентированными песнями. Как правило, «Asta Kask» и «Strebers» считаются группами, породившими «тралльпанк», но мнения расходятся по этому вопросу. В 1990-х его популярность стала расти, особенно с выступления группы De Lyckliga Kompisarna (The Happy Friends) в стокгольмском клубе «Kafé 44».
Сегодня среди известных групп, играющих тралльпанк, — Varnagel, Slutstation Tjernobyl, Greta Kassler и De Lyckliga Kompisarna. На международном уровне популярны такие группы, как Rasta Knast и Takahashi Gumi.